# 愛的抱抱 (電影)
《愛的抱抱》（英語：Attenberg）是一部於2010年上映的希臘的劇情片。電影由雅典娜·瑞秋·特桑加里執導和編劇。電影在第67屆威尼斯影展入圍金獅獎，而阿麗安·拉蓓贏得沃爾庇杯最佳女演員獎。它取景自希臘維奧蒂亞州地區阿斯普拉斯皮蒂亞的小鎮取景。電影在第84屆奧斯卡金像獎代表希臘參選奧斯卡最佳外語片獎，但並沒入圍最後候選名單。

## 劇情
瑪麗娜（Marina）是一名缺乏性經驗的23歲女性，與她病重的建築師父親斯皮罗斯（Spyros）住在靠海的希臘工業小鎮，而她則在本地煉鋼廠工作。
由於無法與他人相處，所以她的生活是被大衛·愛登堡爵士的野生生物紀錄片、Suicide的歌曲與朋友貝拉（Bella）給予的性教育所圍繞。
儘管缺乏性經驗，但瑪麗娜的父親和貝拉的關係是溫暖和有思想。斯皮罗斯將死時沈思，並跟她分享他的信念：「人類設計了具數學性準確度的廢墟……」，反映了大部分建築物最後的命運。然而卻接著憤世嫉俗地回應道：「我們（希臘）從綿羊變成推土機……」
當一名陌生的工程師來到小鎮煉鋼廠來工作，而瑪麗娜與他進行首次她有史以來首次性行為。她秘密地將這次經驗告訴給斯皮罗斯，之後再告訴貝拉。
當斯皮罗斯頻死時，瑪麗娜要求貝拉跟她父親上床，以對這個長期沒有跟女人相處的快死男人表示感謝。同時，瑪麗娜開始與陌生人發生性行為。
這部電影在斯皮羅斯逝世之後就結束了，最後一幕是貝拉和瑪麗娜將他的骨灰撒在海上。

## 角色
- 阿麗安·拉蓓 飾 瑪麗娜
- 范吉利斯·穆里基斯（英语：Vangelis Mourikis） 飾 斯皮罗斯
- 埃万杰莉娅·蘭杜 飾 貝拉
- 尤格·藍西莫 飾 工程師

## 反響
第67屆威尼斯影展評審團主席昆汀·塔倫提諾說：「我們最越看越喜歡（的電影），並展示了另一面的希臘。」記者肖恩·丹尼爾森（Shane Danielsen）稱電影是「有書卷氣的縝密，有點極為痛苦的希臘電影」。彼得·布拉德肖 (Peter Bradshaw)將這部電影歸類為「突出、複雜、引人入勝和鮮為人知到費解的電影」。

## 宣傳
電影的宣傳照片包括了兩名女性的舌頭碰觸在一起，而遭到臉書審查，但是臉書現在掌管了電影的資料，這代表照片受到允許。

## 外部鏈接
- 官方網站
- 官方臉書頁面
- 互联网电影数据库（IMDb）上《Attenberg》的资料（英文）
- 爛番茄上《愛的抱抱》的資料（英文）
- Metacritic上《愛的抱抱》的資料（英文）